# Futbol al Níger
El futbol és l'esport més popular al Níger. És dirigit per la Federació Nigerina de Futbol.
El futbol al Níger és pràcticament amateur, amb alguns clubs i la lliga (iniciada el 1966) semi-professionals. La copa s'inicià el 1974.

## Competicions

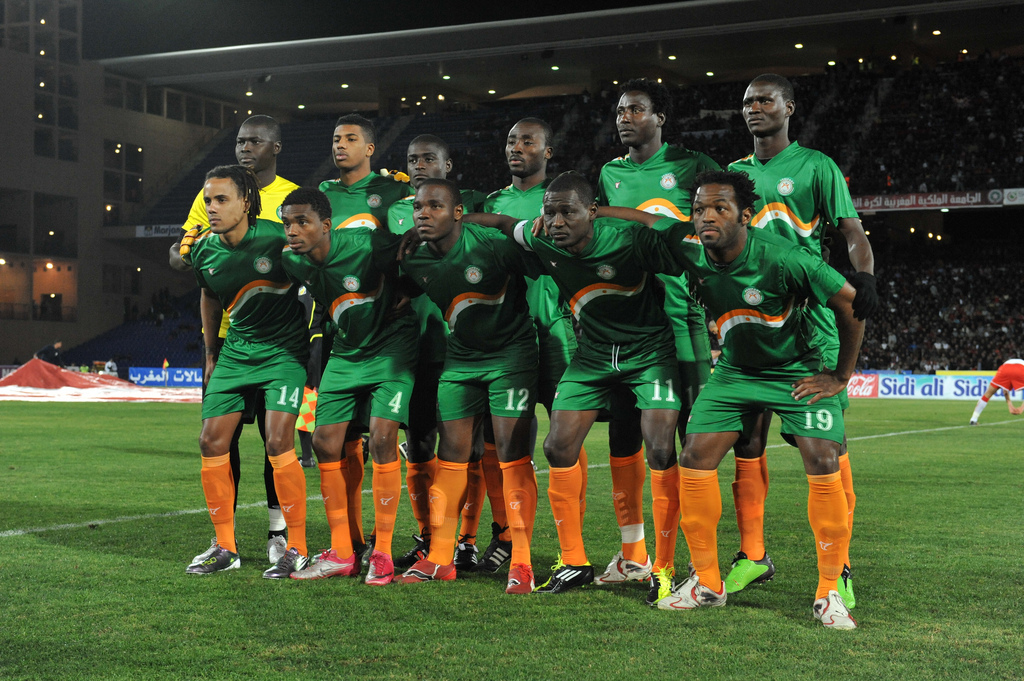
Selecció de Níger el 2011.

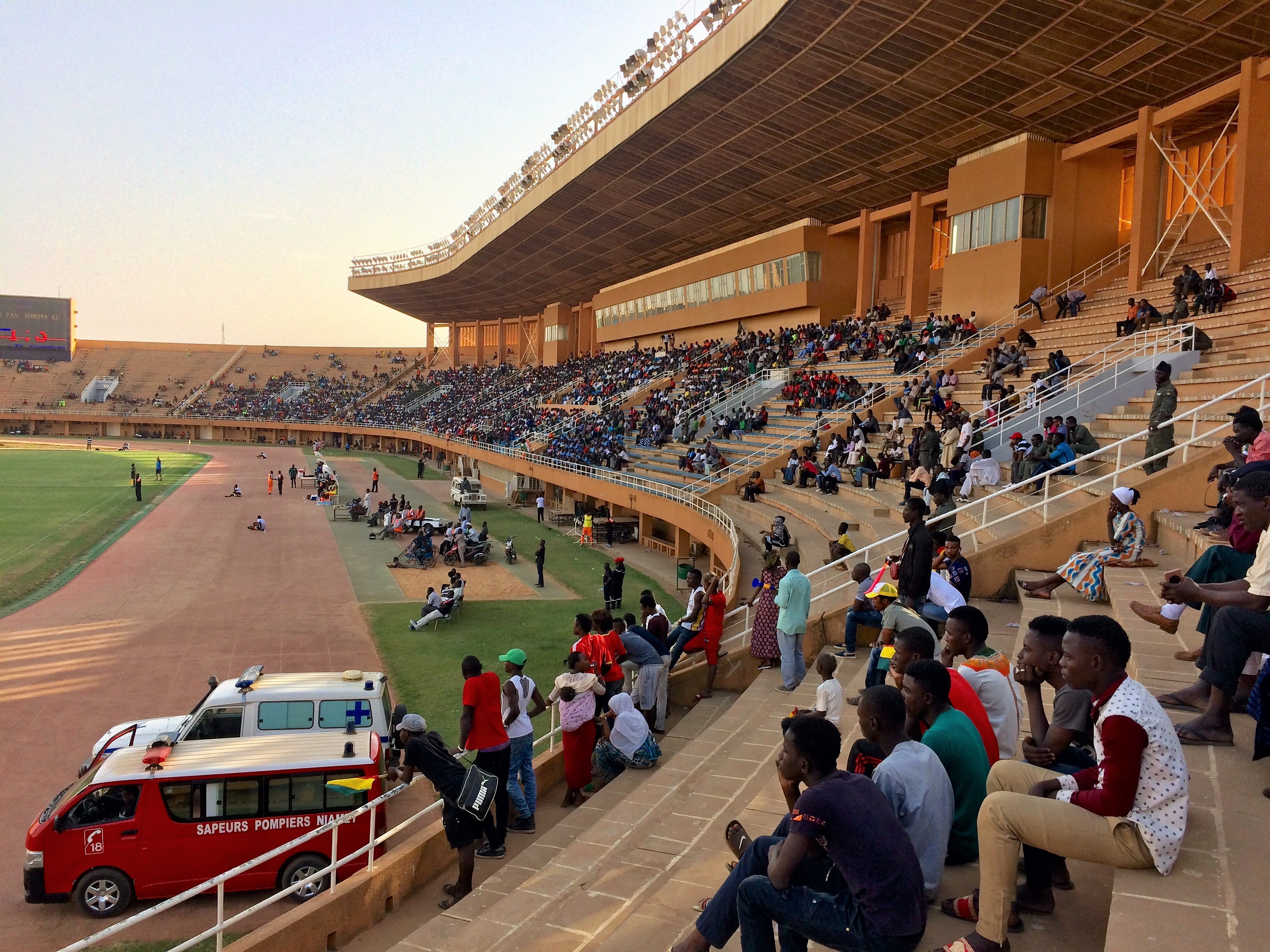
Seguidors a l'estadi Kountché.

- Lligues:
  - Lliga nigerina de futbol
- Copes:
  - Copa nigerina de futbol
  - Supercopa nigerina de futbol

## Principals clubs
Clubs amb més títols nacionals a 2019.
- Sahel Sporting Club
- Olympic FC de Niamey
- Jeunesse Sportive du Ténéré
- AS Forces Armées Nigériennes
- AS Garde Nationale Nigérienne
- AS Niamey
- AS SONIDEP
- Zumunta AC
- AS Douanes Niamey
- Espoir FC Zinder
- AS Police Niamey
- Jangorzo FC
- Liberté FC
- Akokana FC
- Zoundourma
- ASN Nigelec

## Jugadors destacats
Des de 1990
- Ibrahim Tankary
- Moussa Yahaya

Des de 2000
- Ismaël Alassane
- Kassaly Daouda
- Alhassane Issoufou
- Mohammed Muyei

Des de 2010
- Daouda Kamilou
- Moussa Narry
- Moussa Maâzou

## Principals estadis

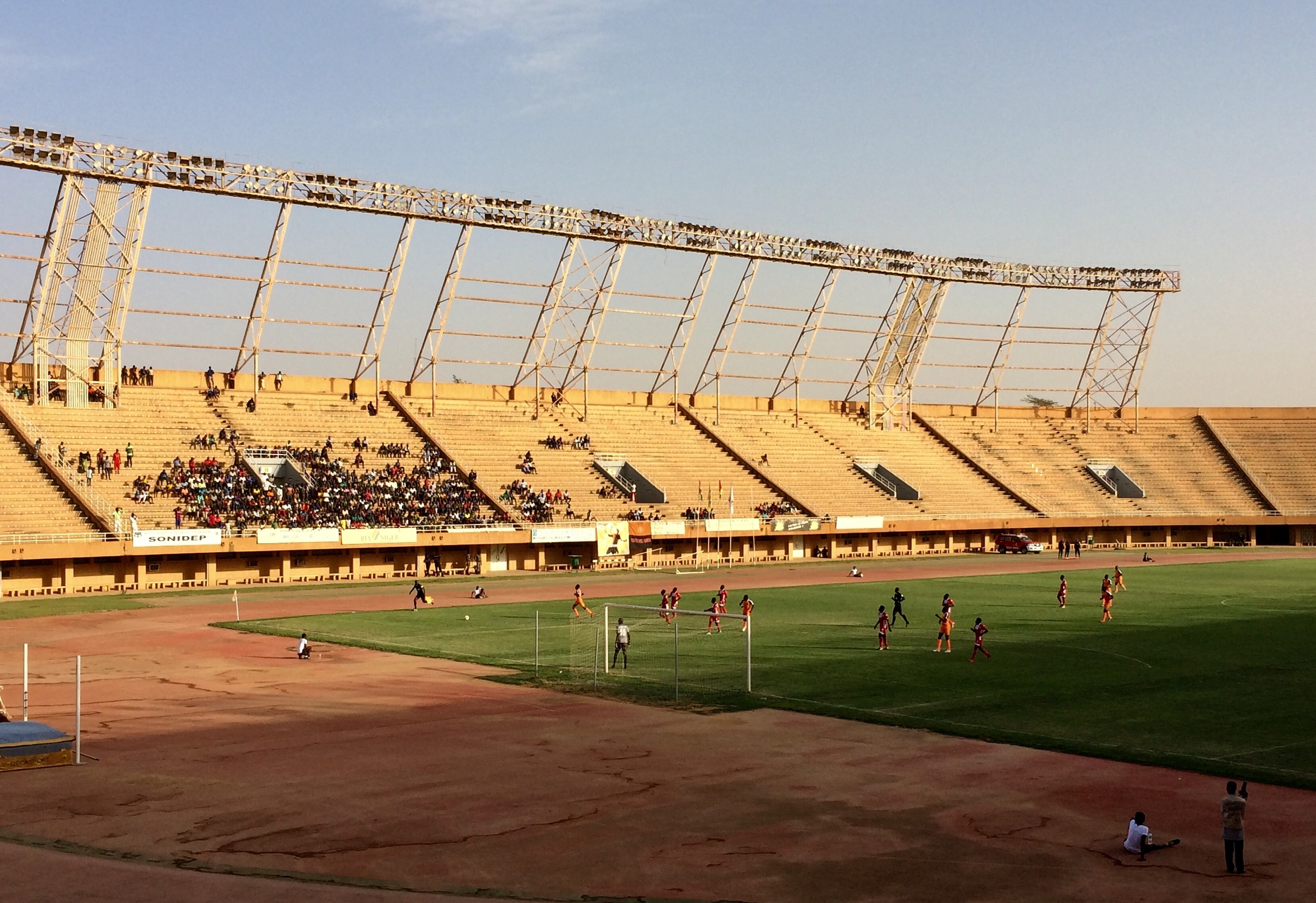
Estadi Kountché.

| # | Estadi                       | Capacitat | Ciutat |
| - | ---------------------------- | --------- | ------ |
| 1 | Stade Général Seyni Kountché | 35.000    | Niamey |
| 2 | Stade de Maradi              | 10.000    | Maradi |
| 2 | Stade de Zinder              | 10.000    | Zinder |
| 2 | Stade de Dosso               | 7.000     | Dosso  |